# Carcharhinus hemiodon
A Carcharhinus hemiodon a porcos halak (Chondrichthyes) osztályának kékcápaalakúak (Carcharhiniformes) rendjébe, ezen belül a kékcápafélék (Carcharhinidae) családjába tartozó faj.

## Előfordulása
A Carcharhinus hemiodon előfordulási területe az Indiai- és a Csendes-óceánokban van. A főbb elterjedési területe az Ománi-öböltől, Pakisztán és India vizein keresztül, talán egészen Srí Lankáig terjed. Indiától keletre egészen Pápua Új-Guineáig és a Nyugat-Csendes-óceánig, csak elszórt állományai vannak.

## Megjelenése
Ez a cápafaj legfeljebb 200 centiméter hosszú. Háti része zöld, hasi része fehér. A mellúszók végei fehérek; a farokúszó nyúlványainak a végei pedig feketék. A többi úszók egyszerűen csak szürkék.

## Életmódja
A kontinentális selfterületek és a szigeteket körülvevő vizek lakója. Habár sós vízben élő porcos hal, a brakkvízbe is beúszik. Ezt a szirticápát már észrevették a folyótorkolatokban (további kutatások kellenek) is és a tengerek mélyebb részein is. Valószínűleg kisebb halakkal, fejlábúakkal és rákokkal táplálkozik.

## Szaporodása
A szaporodásáról igen keveset tudunk. Elevenszülő; a peték kiürülő szikzacskója az emlősök méhlepényéhez hasonlóan a nőstény szöveteihez kapcsolódik. Párosodáskor a cápák egymáshoz simulnak.

## Felhasználása
Habár ennek a cápának, csak kisméretű halászata folyik, az élőhelyén lakó halászok kifognak belőle annyit, hogy el tudják tartani családjaikat. Emberi fogyasztásra alkalmas.

## Rajzok a cápáról és a testrészeiről

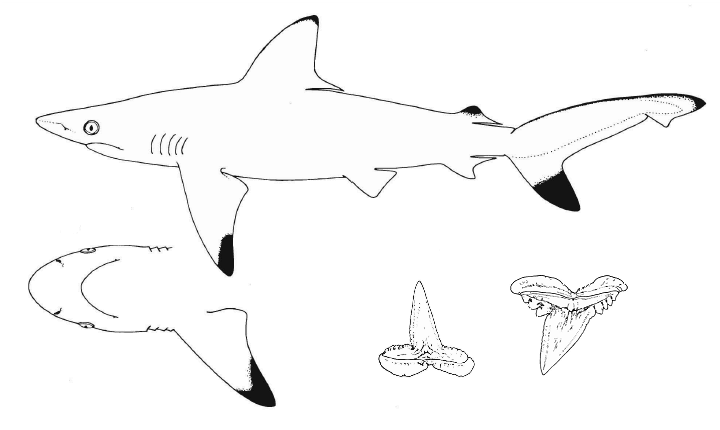
A foltok elhelyezkedése
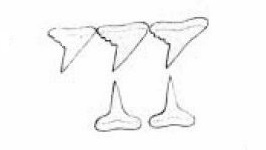
és a fogai